# Robert Majzner
Robert Jerzy Majzner (ur. 1970) – polski historyk, dr hab. nauk humanistycznych, profesor nadzwyczajny i dyrektor Instytutu Historii Wydziału Humanistycznego Uniwersytetu Jana Długosza w Częstochowie.

## Życiorys
12 marca 2003 uzyskał doktorat, 11 lipca 2012 habilitował się na podstawie pracy zatytułowanej Attachaty wojskowe Drugiej Rzeczypospolitej 1919-1945. Strukturalno-organizacyjne aspekty funkcjonowania. Objął funkcję profesora nadzwyczajnego i dyrektora w Instytucie Historii na Wydziale Humanistycznym Uniwersytetu Jana Długosza w Częstochowie.
Był zastępcą dyrektora Instytutu Historii na Wydziale Filologiczno-Historycznym Akademii im. Jana Długosza w Częstochowie.

## Publikacje
- 2006: Polityczne analizy wojny domowej w Hiszpanii (1936-1939) w materiałach Oddziału II Sztabu Głównego Wojska Polskiego[1]
- 2007: 650. rocznica lokacji Częstochowy  W cieniu i blasku Jasnej Góry[1]
- 2014: Wojna domowa w Hiszpanii w analizach polskiej "dwójki"[1]
- 2015: W służbie sił zbrojnych i dyplomacji : polskie ataszaty wojskowe II Rzeczypospolitej[1]